# Mattias Inwood
Mattias Inwood (* in Wanaka, Queenstown-Lakes District) ist ein neuseeländischer Schauspieler, Kameramann und Filmregisseur.

## Leben
Inwood wurde in Wanaka als Sohn einer Französin geboren und wuchs im Zentrum der Region Otago auf bei Wanaka auf. Mit acht Jahren erfolgten erste Mitwirkungen in Theaterstücken. Er studierte Schauspiel an der Toi Whakaari: NZ Drama School in Wellington. Er debütierte 2016 in drei Episoden in der Rolle des Lorin in der Fernsehserie The Shannara Chronicles. 2017 folgte die Rolle des Richard Burbage in zehn Episoden der Fernsehserie Will, die er selbst als seine favorisierte Rolle bezeichnet. Im selben Jahr hatte er eine Episodenrolle in Baby Mama’s Club. 2018 folgte die Rolle des Corey Welch in acht Episoden der Fernsehserie Tidelands. 2019 hatte er eine Nebenrolle in Guns Akimbo. 2021 hatte er eine Besetzung im Kurzfilm Baelin’s Route: An Epic NPC Man Adventure sowie seit demselben Jahr die Rolle des Tom Griffiths in der Fernsehserie Shortland Street.

## Filmografie

### Schauspieler
- 2016: The Shannara Chronicles (Fernsehserie, 3 Episoden)
- 2017: Will (Fernsehserie, 10 Episoden)
- 2017: Baby Mama’s Club (Mini-Serie, Episode 1x03)
- 2018: Tidelands (Fernsehserie, 8 Episoden)
- 2019: Guns Akimbo
- 2021: Baelin’s Route: An Epic NPC Man Adventure (Kurzfilm)
- seit 2021: Shortland Street (Fernsehserie)

### Kameramann
- 2020: Silas Futura: (Wudindu) B.L.U.E. (Kurzfilm)

### Regie
- 2020: Kura (Fernsehserie, 5 Episoden)